# Thelypteris peruviana
Thelypteris peruviana là một loài thực vật có mạch trong họ Thelypteridaceae. Loài này được (Rosenst.) R.M. Tryon miêu tả khoa học đầu tiên năm 1967.